# Etherborn
『Etherborn』（イーサーボーン）は、スペインのインディーゲームスタジオAltered Matterが開発しAkupara Gamesより発売された3Dアクションパズルゲーム。

## 概要
プレイヤーは人間のような造形をした「声のない存在」となり、どこからか聞こえてくる「体のない声」に導かれながら不思議な異世界を探索していく。舞台となる世界の地形は各々の面に対して垂直方向に重力が働いており、面と面の境が曲面となっている場所にプレイヤーが進んでいくとそのまま壁に足をつけて歩く状態となる。ステージの各所には「光のオーブ」が配置されており、これらを取得して所定の場所に置くことで地形を変化させながら攻略を進めることになる。
開発にあたり、Altered MatterはFigのサイトでクラウドファンディングを実施し目標額の3万ドルを超える資金の調達に成功した。また、20世紀フォックスのゲーム開発・販売部門であるFoxNext Gamesが2019年2月7日に設立したインディーゲーム支援ファンドの最初の支援先としてAltered Matterが選ばれている。

## 受賞・ノミネート
- Gamelab 2016 「Mejor Juego del Indie Hub（最優秀Indie Hubゲーム）」受賞[6]
- AzPlay 2016 「mejor diseño creativo（最優秀クリエイティブデザイン）」受賞[7]
- Valencia Indie Awards 2018 「Mejores Gráficos（優秀グラフィックス）」受賞[8]
- BIC（朝鮮語版） Awards 2018 「Grand Prix」「Excellence In Art」「Excellence In Experimental」「Excellence In Game Design」ノミネート[9]